# Tricky Women/Tricky Realities

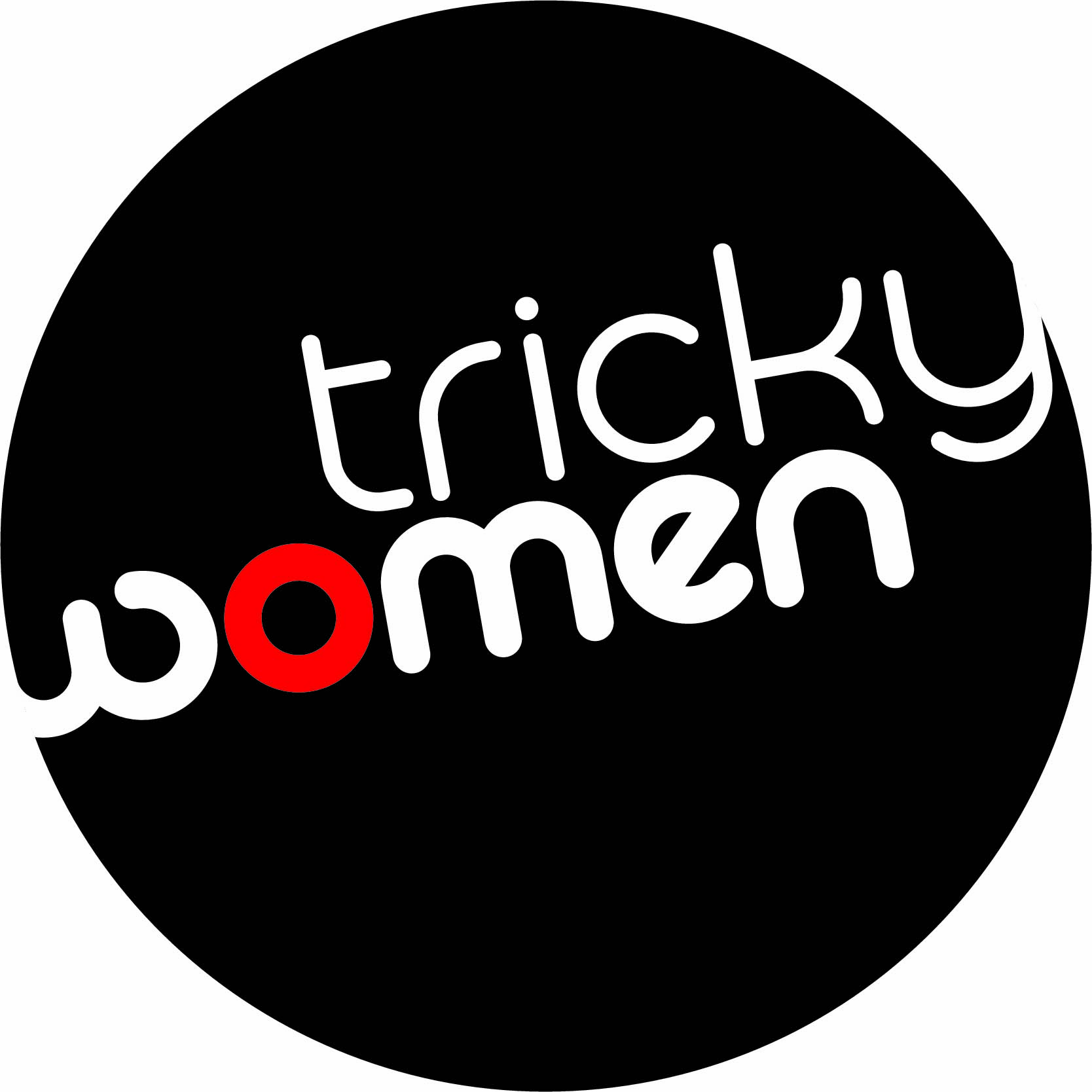
Tricky-Women-Logo

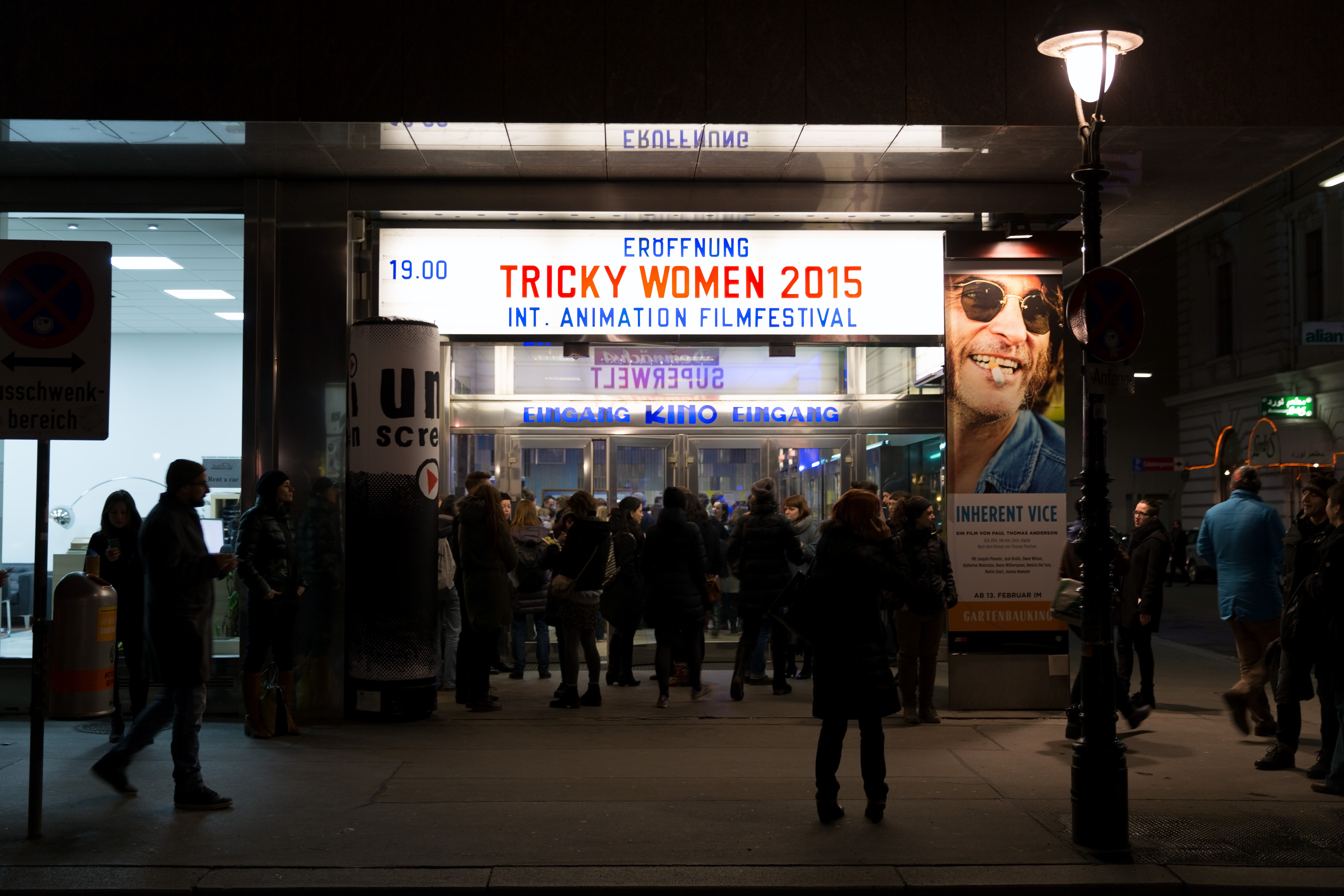
Tricky Women, Eröffnung 2015

Tricky Women/Tricky Realities (Eigenschreibweise TRICKY WOMEN/TRICKY REALITIES) ist ein Filmfestival, das sich dem internationalen Animationsfilmschaffen von Frauen widmet und seit 2001 in Wien stattfindet.

## Überblick
Das Festival wurde von Antonia Cicero, Waltraud Grausgruber und Birgitt Wagner gegründet. Es ging aus der FrauenFilmInitiative hervor und wird vom Verein culture2culture getragen, der – ursprünglich unter dem Namen XX-films – 1994 lanciert wurde. Von 2001 bis 2018 lief das Festival unter dem Namen Tricky Women, seit 2019 firmiert es unter dem Namen Tricky Women/Tricky Realities. Seit der Ausgabe 2003 leiten Grausgruber und Wagner das Festival zu zweit. Bis 2007 wurde Tricky Women im Zweijahresabstand ausgetragen, seit 2008 wird es jährlich veranstaltet. Der Festivalzeitraum zu Märzbeginn wurde wegen der terminlichen Nähe zum Internationalen Frauentag gewählt.

## Sektionen
In der inhaltlichen Ausrichtung fokussiert Tricky Women/Tricky Realities den Animationsfilm und dabei das Filmschaffen österreichischer und internationaler Filmemacherinnen. Dabei gliedert sich das Festival in unterschiedliche Sektionen: internationaler Wettbewerb, Retrospektive, Programme zu diversen Themen wie “Fair Play & Equity”, Animated Documentaries, Feature Filme, das Österreich-Panorama sowie jährlich neu ausgerichtete Länderschwerpunkte und Specials.
Ergänzend finden Ausstellungen, Workshops und Lectures statt. Jedes Jahr werden zahlreiche Filmkünstlerinnen und Kuratorinnen zum Festival eingeladen, darunter Signe Baumane, Caroline Leaf, Jayne Pilling, Maureen Furniss, Julie Roy, Vera Neubauer, Mara Mattuschka, Marjut Rimminen, Judith Gruber-Stitzer, Janet Perlman, Marguerite Abouet und Nina Paley.
Eine etablierte Programmschiene des Festivals ist der Best Practice-Nachmittag, an dem Filmemacherinnen, Theoretikerinnen, Kuratorinnen und Branchenvertreterinnen mittels Vorträgen und Workshops miteinander in Austausch treten, aus ihrer Arbeitspraxis berichten und unterschiedliche Aspekte sowohl des Animationsfilmschaffens als auch der Positionen von Frauen im Filmbusiness analysieren.

## Kooperationen
Filminstitutionen und Filmschulen, mit denen Tricky Women in regelmäßigem Austausch steht, sind das National Film Board of Canada, das Bonobo Studio Zagreb, das Royal College of Art, die National Film and Television School, die Hochschule Luzern, die School of Visual Arts, die Universität für Angewandte Kunst, die Höhere Graphische Bundes-Lehr- und Versuchsanstalt Wien, die Tomáš-Baťa-Universität in Zlín und die Bezalel Academy of Arts and Design. Weiters besteht eine Kooperation mit der „kinovi[sie]on“ im Innsbrucker Leokino Cinematograph. 2013 war Tricky Women mit einem Filmprogramm am Tehran International Animation Festival vertreten.
Seit 2014 tourt ein von Tricky Women kuratiertes Programm mit Animationsfilmen von österreichischen Filmemacherinnen in Kooperation mit dem Bundesministerium für Europa, Integration und Äußeres um die Welt. „Von der Liebe bis zur Transformation – Aktuelle Animationen österreichischer Künstlerinnen“ wurde bisher in Manila, Helsinki, Valencia, Istanbul, Madrid, Nicosia, Rom, Kairo, Ankara und in der Mongolei gezeigt.
2016 wurde der zweite Teil der Reihe initiiert. Unter dem Titel „Turbulente Zeiten & vertraute Orte“ versammelt dieses Programm Animationsfilme von Maria Weber, Anna Vasof, Gudrun Krebitz, Amelie Loy, Xenia Ostrovskaya, Nikki Schuster, Verena Hochleitner & Ulrike Swoboda-Ostermann, Anne Zwiener, Susi Jirkuff, LIA, Ingrid Gaier und Katharina Petsche.

## Festivalkinos
- 2001–2003 Votivkino
- 2005–2012 Topkino
- 2013–2014 English Cinema Haydn
- 2015–2019 Metro Kinokulturhaus

## Preise
| TRICKY WOMEN/TRICKY REALITIES Preis zur Verfügung gestellt von der VdFS und The Grand Post (2019) bzw. VdFS und Sawczynski & Partner OG (2018) | TRICKY WOMEN/TRICKY REALITIES Preis zur Verfügung gestellt von der VdFS und The Grand Post (2019) bzw. VdFS und Sawczynski & Partner OG (2018) | TRICKY WOMEN/TRICKY REALITIES Preis zur Verfügung gestellt von der VdFS und The Grand Post (2019) bzw. VdFS und Sawczynski & Partner OG (2018) |
| Jahr | Regisseurin | Filmtitel |
| --- | --- | --- |
| 2018 | Niki Lindroth von Bahr | Min Börda / The Burden |
| 2019 | Marta Pajek | III |

| 2001 | Joanna Priestley Michèle Cournoyer                   | Surface Dive Le Chapeau / The Hat                                                        |
| 2003 | Ruth Lingford Gaëlle Denis                           | The Old Fools Fish Never Sleep                                                           |
| 2005 | Gaëlle Denis                                         | City Paradise                                                                            |
| 2007 | Laura Neuvonen Regina Pessoa                         | Kutoja / The Last Knit Història Trágica Com Final Feliz / Tragic Story With Happy Ending |
| 2008 | Sarah Cox                                            | Don’t Let It All Unravel                                                                 |
| 2009 | Izibene Oñederra                                     | Hezurbeltzak                                                                             |
| 2010 | Signe Baumane                                        | Birth                                                                                    |
| 2011 | Elli Vuorinen                                        | Kielitiettyni/The Tongueling                                                             |
| 2012 | Marta Pajek                                          | Snepowina / Sleepincord                                                                  |
| 2013 | Julia Ocker                                          | Kellerkind                                                                               |
| 2014 | Ana Nedeljković & Nikola Majdak Jr.                  | Rabbitland                                                                               |
| 2015 | Veronika Obertová & Michaela Čopíková (Ové Pictures) | Nina                                                                                     |
| 2016 | Phuong Mai Nguyen                                    | Chez moi / My Home                                                                       |
| 2017 | Dina Velikovskaya                                    | Кукушка / Kukuschka                                                                      |

| 2003 | Marketa Placha   | Glosa/Gloss und Solo Mutant                                                    |
| 2005 | Anna Kalus       | Wie gewünscht / As you wish                                                    |
| 2007 | Maryam Mohajer   | The Girl With Short Hair                                                       |
| 2008 | Elizabeth Hobbs  | The Old, Old, Very Old Man                                                     |
| 2009 | Delphine Hermans | L’enveloppe jaune / The Yellow Envelope                                        |
| 2010 | Linde Faas       | Volgens De Vogels / According To Birds                                         |
| 2011 | Michaela Müller  | Miramare                                                                       |
| 2012 | Andrea Schneider | De Roni / Roni                                                                 |
| 2013 | Jenni Rahkonen   | Hänen Tilanne/When One Stops                                                   |
| 2014 | Noa Evron        | Underneath the Refuge                                                          |
| 2015 | Kasia Nalewajka  | Pineapple Calamari                                                             |
| 2016 | Moïa Jobin-Paré  | 4min15 au révélateur / 4min15 in the Developer                                 |
| 2017 | Marta Pajek      | Figury niemozliwe i inne historie II / Impossible figures and other stories II |
| 2018 | Rachel Gutgarts  | A Loveletter To The One I Made Up                                              |
| 2019 | Renee Zhan       | Reneepoptosis                                                                  |

| 2016 | Nina Gantz     | Edmond         |
| 2017 | Dahee Jeong    | The Empty      |
| 2018 | Sofía Carrillo | Cerulia        |
| 2019 | Nienke Deutz   | Bloeistraat 11 |

| 2008 | Špela Čadež             | Liebeskrank / Lovesick                                         |
| 2009 | Nicole Mitchell         | Zoologic                                                       |
| 2010 | Shira Avni              | Tying Your Own Shoes                                           |
| 2011 | Joanna Rubin Dranger    | Fröken Märkvärdig & Karriären / Miss Remarkable And Her Career |
| 2012 | Joanna Lurie            | Le silence sous l’écorce / The Silence Beneath The Bark        |
| 2013 | Maryam Kashkoolinia     | Tunnel                                                         |
| 2014 | Anete Melece            | The Kiosk                                                      |
| 2015 | Alexandra Hetmerová     | Mythopolis                                                     |
| 2016 | Marie-Christine Courtès | Sous tes doigts / Under your Fingers                           |
| 2017 | Renata Gasiorowska      | Cipka / Pussy                                                  |
| 2018 | Niki Lindroth von Bahr  | Min Börda / The Burden                                         |
| 2019 | Martina Scarpelli       | Egg                                                            |

| 2009 | Brigitte Höfler                | The Shadow of Thought            |
| 2010 | Veronika Schubert              | Tintenkiller                     |
| 2011 | Adele Raczkövi                 | Looking for Love                 |
| 2012 | Mirjam Baker & Michael Kren    | The Back Room                    |
| 2013 | Edith Stauber                  | Nachbehandlung / After Treatment |
| 2014 | Lucyna Kolendo & Remo Rauscher | Tremolo Non Troppo               |
| 2015 | Maria Chalela-Puccini          | An Educated Woman                |
| 2016 | Anna Vasof                     | Machine                          |
| 2017 | Nikki Schuster                 | Mexico Recyclers                 |
| 2018 | Evelyn Kreinecker              | Wegstücke / Lanes                |
| 2019 | Ani Antonova                   | The Outlander                    |

| 2001 | Rita Küng                           | La Difference                                 |
| 2003 | Alys Hawkins                        | Crying and Wanking                            |
| 2007 | Sabine Groschup Klara Swantesson    | Gugug Tillväxtsjukan / Radicalized            |
| 2008 | Marika Heidebäck                    | Holly Hallonsten Ger Ingen / Holly Get’s Even |
| 2009 | Denise Hauser                       | Copy City                                     |
| 2010 | Stéphanie Lansaque & François Leroy | Mei Ling                                      |
| 2011 | Anita Killi                         | Sinna Mann / Angry Man                        |
| 2012 | Caro Estrada                        | Schreibmaschinerie                            |
| 2013 | Mariola Brillowska                  | Der Allergietest                              |
| 2014 | Michelle & Uri Kranot               | Hollow Land                                   |
| 2015 | Yantong Zhu                         | My Milk Cup Cow                               |

| 2007 | Regina Pessoa | Història Trágica Com Final Feliz / Tragic Story With Happy Ending |